# グアム賛歌
グアム賛歌(The Guam Hymn)、公式曲名(英語: Stand Ye Guamanians,チャモロ語: Fanohge Chamoru)、はグアムの公式の地域歌である。公式な曲名を訳すと英語では起て、汝らグアム人よとなるが、グアム賛歌としてよく知られている。 レイモン・マネイリイセイ・サブランによって英語版が作詞、作曲された。その後、L.G.ウンタランによってチャモロ語版が作られた。
グアムを含めたアメリカ合衆国の国歌は星条旗であり、公的行事では星条旗の後に演奏されるが、国際スポーツ競技大会ではこの曲のみが演奏される。